# House of Lies
House of Lies ist eine US-amerikanische Comedy-Drama-Serie von Matthew Carnahan. Die Handlung basiert lose auf der gleichnamigen Buchvorlage von Martin Kihn, einem ehemaligen Unternehmensberater bei Booz Allen Hamilton. Die Serie erzählt satirisch von einer fiktiven Gruppe Spitzenberater, die sich durch ihr kaltblütiges Gewerbe kämpfen.
Die US-amerikanische Premiere der Serie erfolgte am 8. Januar 2012 auf Showtime, in Deutschland fand die Erstausstrahlung am 29. November 2012 auf AXN statt. Danach wurde die Sendung auch auf ZDFneo und im ZDF ausgestrahlt. Die Serie umfasst insgesamt 58 Episoden in fünf Staffeln.

## Handlung
Marty Kaan, der Protagonist und Erzähler der Serie, ist ein erfolgreicher Unternehmensberater bei einer großen Consultingfirma. Er ist intelligent, redegewandt und als Geschäftsmann absolut kalt berechnend.
Allerdings versucht er nicht etwa, seine Klienten möglichst sinnvoll zu beraten, sondern stattdessen profitable Kunden zu gewinnen und so viel Gewinn wie möglich herauszuschlagen. Um die Verträge unterschrieben zu bekommen, gehen er und seine Mitarbeiter völlig skrupellos vor und sind weitgehend zynisch gegenüber den Folgen ihrer eigenen Tätigkeit.
Das alles erfährt der Zuschauer in den Episoden durch Marty selbst, der immer wieder die vierte Wand durchbricht, sich direkt an den Zuschauer wendet und in spöttischen Monologen den eigentlichen Kern des Business und seiner Arbeit erläutert.
Martys Crew besteht aus Clyde Oberholt und Doug Guggenheim, die sich einen ständigen beruflichen und sexuellen Konkurrenzkampf liefern, sowie Jeannie van der Hooven, die anfangs versucht, sich von ihren Kollegen abzugrenzen, aber dennoch auftauchende Zweifel ihrem Ehrgeiz opfert.
Zugleich erzählt die Serie von Martys Privatleben, insbesondere von seinem Verhältnis zu seinem pubertierenden Sohn Roscoe und seinem Vater Jeremiah, mit denen er gemeinsam lebt, und zu seiner labilen Ex-Frau Monica, die Unternehmensberaterin bei einer konkurrierenden Firma ist. Oft spielen auch Martys sexuelle Abenteuer eine Rolle, die er auch zum Abschluss von Geschäften eingeht.

## Besetzung und Synchronisation
Die deutsche Synchronisation entsteht nach einem Dialogbuch von Harald Wolff und Kathrin Kabbathas und unter der Dialogregie von Harald Wolff durch die Synchronfirma Cinephon in Berlin.
| Rollenname             | Schauspieler      | Hauptrolle (Episoden) | Hauptrolle (Staffeln) | Nebenrolle (Episoden) | Nebenrolle (Staffeln) | Synchronsprecher   |
| ---------------------- | ----------------- | --------------------- | --------------------- | --------------------- | --------------------- | ------------------ |
| Marty Kaan             | Don Cheadle       | 1–58                  | 1–5                   |                       |                       | Dietmar Wunder     |
| Jeannie Van Der Hooven | Kristen Bell      | 1–58                  | 1–5                   |                       |                       | Manja Doering      |
| Clyde Oberholt         | Ben Schwartz      | 1–58                  | 1–5                   |                       |                       | Patrick Schröder   |
| Doug Guggenheim        | Josh Lawson       | 1–58                  | 1–5                   |                       |                       | Tim Knauer         |
| Jeremiah Kaan          | Glynn Turman      | 1–58                  | 1–5                   |                       |                       | Klaus Sonnenschein |
| Monica Talbo           | Dawn Olivieri     | 1–58                  | 1–5                   |                       |                       | Ulrike Stürzbecher |
| Roscoe Kaan            | Donis Leonard Jr. | 1–58                  | 1–5                   |                       |                       | Simon Dirks        |
| Greg Norbert           | Greg Germann      | 1–58                  | 1–5                   |                       |                       | Oliver Rohrbeck    |

## Kritiken
„[…] Die TV-Serie House of Lies rechnet mit Unternehmensberatungen ab und gilt in den USA als bester Serienstart des Jahres. Das Thema könnte in Zeiten der permanenten Krise nicht aktueller und dankbarer sein.“

„[…] Vielleicht ist House of Lies eine Serie mit Charakteren, die der Zuschauer gar nicht erst leiden soll – Antihelden in einer Welt von finanziellen Problemen und 'Ich bin die 1 %'-Zitaten von Occupy-Fürwörtern.“

„[…] House of Lies erzählt, wie Unternehmensberater Firmen ein positives Image verschaffen, die kleine Bürger in den Ruin getrieben haben – ohne dass die Manager auf ihre Bonuszahlungen verzichten müssen. Das ist nicht nur zynisch, es ist auch real.“

## Auszeichnungen und Nominierungen
Golden Globe Awards
- 2013: Auszeichnung als Bester Serien-Hauptdarsteller – Komödie oder Musical für Don Cheadle

NAACP Image Awards
- 2013: Auszeichnung als Bester Serien-Hauptdarsteller – Comedy für Don Cheadle

Emmys
- 2012: Nominierung als Hauptdarsteller in einer Comedyserie für Don Cheadle

Satellite Awards
- 2012: Nominierung als Bester Darsteller in einer Serie (Komödie/Musical) für Don Cheadle

Critics’ Choice Television Awards
- 2013: Nominierung als Bester Hauptdarsteller in einer Comedyserie für Don Cheadle